# Faro de Punta Desigual
El Faro de Punta Desigual está ubicado sobre la costa del Océano Atlántico, en Saint Philip, Barbados. Fue construido e iluminado 1875.
Es un faro cilíndrico blanco.
Los faros barbadenses son cuatro.